# 한치례
한치례(韓致禮, 1441년 ~ 1499년)는 조선의 무신이다. 본관은 청주(淸州), 자는 자절(子節). 판중추부사, 공조판서, 겸도총부도총관 등을 역임하였다.

## 생애
무과에 급제하여 1466년(세조 12) 훈련원도정이 되고, 이어 병조참지를 거쳐 이듬해 첨지중추부사(僉知中樞府事)에 승진하였다.
1469년 성종이 즉위하자 왕의 외숙으로서 중용되어 동지중추부사에 오르고, 1471년(성종 2) 3월 좌리공신(佐理功臣) 4등으로 서릉군(西陵君)에 봉하여졌으며, 1473년 병조참판이 되었다.
1477년 사은부사(謝恩副使)로 명나라에 다녀왔고, 1479년 성절사(聖節使)로 다시 명나라에 다녀왔다.
1480년 이조판서에 올랐고, 이듬해 좌참찬이 되었다. 1485년 판중추부사를 거쳐, 그뒤 호조·병조·공조의 판서 등을 두루 역임하였다.
1494년이철견(李鐵堅)의 범간사건(犯奸事件)에 관련되었다는 탄핵을 받아 사직하였다가, 이듬해 겸도총부도총관으로 복직되었다.
1499년(연산군 5) 영돈녕부사로 서릉부원군(西陵府院君)에 진봉되었다.
시호는 장간(莊簡)이며, 묘는 도봉구 죽산안씨 묘역에 있다.

## 가족
아버지는 좌의정 한확(韓確)이며, 어머니는 이조판서 홍여방(洪汝方)의 딸이다.
누이는 계양군의 처 정선군부인 한씨와 조선 성종과 월산대군의 모후인 인수대비 한씨이다.
배위는 죽산안씨로 세종의 부마이며 정의공주의 남편인 연창위 안맹담(安孟聃)의 딸이다.
- 5대조 : 한방신(韓方信) - 첨의부찬성사, 서원군
  - 증조할아버지 : 한녕(韓寧) - 신호위녹사
    - 할아버지 : 한영정(韓永矴) - 순창군수
    - 할머니 : 의성 김씨(? - 1423년 3월 13일, 의성군 양소공 김영렬(金英烈)의 딸)
      - 숙부 : 한전(韓磌)
        - 사촌 : 한충인(韓忠仁)

      - 숙부 : 한질(韓𥑇)
        - 사촌 : 한치원(韓致元)
        - 사촌 : 한치형(韓致亨, 1434년 ~ 1502년) 연산조 영의정
        - 사촌 : 한치량(韓致良, 1436년 ~ 1525년)
        - 사촌 : 한치미(韓致美)

      - 고모 : 여비 한씨 - 명나라 영락제의 후궁
      - 고모 : 공신부인 한계란(韓桂蘭) - 명나라 선덕제의 후궁
      - 아버지 : 한확(韓確)
      - 어머니 : 남양부부인 홍씨 - 남양 홍씨 이조판서, 대제학 문양공 홍여방(洪汝方)의 딸
        - 형 : 한치인(韓致仁)
        - 형 : 한치의(韓致義)
        - 누나 : 한씨
        - 매형 : 이계년
        - 누나 : 정선군부인 한씨
        - 매형 : 계양군[1]
        - 누나 : 한씨
        - 매형 : 김자완
        - 누나 : 한씨
        - 매형 : 최연
        - 누나 : 한씨
        - 매형 : 권집
        - 누나 : 인수대비(소혜왕후)
        - 매형 : 의경세자(덕종)
          - 조카 : 월산대군
          - 조카 : 성종

        - 부인 : 죽산 안씨 - 안맹담(安孟聃)[2]의 딸[3]
          - 아들 : 한익(韓翊) - 보조공신, 군기시판관, 증 병조참판, 서성군
          - 며느리 : 순천 박씨로 판중추부사 평양군(平陽君) 박중선(朴仲善)의 딸
            - 손자 : 한세창(韓世昌) - 분의정국공신(奮義靖國功臣) 4등, 영흥 대도호부사, 증 호조판서, 청원군
            - 손자 : 한숙창(韓叔昌) - 분의정국공신(奮義靖國功臣) 4등, 장례원 판결사, 증 공조판서, 서평군
              - 증손자 : 한자(韓慈), 현감, 증 이조참판
                - 고손자 : 한경희 - 군자판관
                - 고손자 : 한경우(韓景祐) - 오취도총부도총관, 청천위(淸川尉), 중종 부마(정신옹주)

              - 증손자 : 한혜(韓蕙), 신천군수
                - 고손자 : 한경지(韓景祉) - 군기판관, 증 병조참판

              - 증손자 : 한온(韓蘊), 장흥부사,증 병조판서, 충의(忠毅)
                - 고손자 : 한경유 - 청단찰방, 증 호조참판

## 묘소
- 소재지 : 서울 도봉구 방학동 산64

묘는 단분합장, 서남향으로 묘표, 상석, 향로석, 장명등, 문인석 2쌍, 신도비 등을 갖췄다. 비신 전면에는 「영돈녕부사 서릉 부원군 증 시 장간 한공 지묘」라 새겼고 후면에는 상단에 「정경부인 안씨 묘갈」이라 새겨져있다.
입석연대는 「홍치 기원지 오 년 오월 일 장손 세창 입석(1492년, 성종23년)이다.
신도비의 입석연대는 1500년(연산6)이다.
전액은「장간 한공 신도비명」으로 비문은 어세겸이 짓고, 임사홍이 글을 썼다.